# Bloody mary

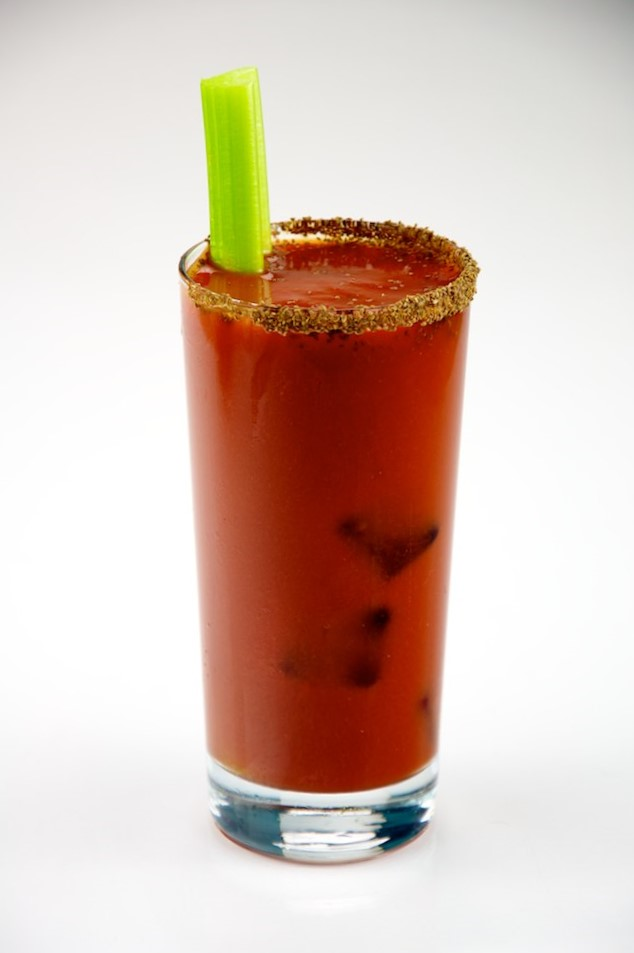
Een Bloody Mary

Een bloody mary is een gemixte drank, hoofdzakelijk bestaand uit tomatensap en wodka. Een extra luxe mix bevat ook limoensap.
Voor de smaak worden vaak nog enkele druppels worcestersaus en tabasco toegevoegd en wat peper. Als 'roerstaaf' wordt vaak een stengel bleekselderij gebruikt.
De verhoudingen in een glas bloody mary zijn als volgt: drie delen wodka, zes delen tomatensap en (eventueel) een deel limoensap.

## Geschiedenis
Deze cocktail zou rond 1920 voor het eerst zijn gemixt, in Harry's New York Bar te Parijs, en werd destijds vanwege zijn rode uiterlijk 'Bucket of Blood' genoemd, later 'Red Snapper'. 
De oorsprong van de huidige naam is niet zeker. Een van de verklaringen is dat de bloody mary is vernoemd naar de 16e-eeuwse koningin Maria I van Engeland, die vanwege haar zware vervolging van protestanten de bijnaam "Bloody Mary" had. De oorsprong is ook gezocht in 21 Club, een voormalig restaurant in Manhattan, waar Henry Zbikiewicz de drank als eerste zou hebben bereid. De acteur George Jessel (die ook een bezoeker was van 21 Club) beweerde echter dat hij de cocktail had genoemd naar een vriendin, Mary Geraghty. Ook wordt wel verondersteld dat de naam een verwijzing is naar Mary Welsh, de echtgenote van Ernest Hemingway.

## Varianten
De bloody mary kent de nodige varianten, waarbij de wodka wordt vervangen door andere sterke drank. Er is een bekende variant op basis van gin, die in de Verenigde Staten een Red Snapper wordt genoemd. Een andere bekende benaming voor deze variant is Bloody Margaret. Met tequila wordt een Bloody Maria genoemd, met sake een Bloody Geisha en met absint een Bloody Fairy.
De alcoholvrije variant wordt gemaakt met extra tomatensap of een mix die de smaak van de wodka nabootst. Alcoholvrij wordt deze dan Virgin Mary, Bloody Shame, Bloody Virgin of Virgin Bloody Mary genoemd.